# 奥田佳弥子
奥田 佳弥子（おくだ かやこ、1997年2月1日 - ）は、三重県津市出身の女優。G-STAR.PRO所属
身長157cm。血液型B型。
趣味は、星の王子さま、映画鑑賞、ダンス、旅、激しい腰フリ、漫画喫茶、ひとりカラオケ、家具屋めぐり。
特技は、バレエ、絵を描くこと、粘土、料理。

## 出演

### 映画
- HO〜欲望の爪痕〜（2014年、ギルド）
- シュールな男（2015年）
- 血まみれスケバン・チェーンソー（2016年、VAP） - 仙崎 役
- SHORT TRIAL PROJECT 2016「class work」（2017年）
- スレイブメン（2017年）-小暮彩乃 役
- この世界の直径（2017年）‐主演・山下役
- noonnoon（2017年）‐みつ役

### テレビドラマ
- 土曜ワイド劇場 鉄道捜査官 第16作（2016年、テレビ朝日） - 立木由美（若年期） 役
- レンタル救世主 第2・3・6話（2016年、日本テレビ）
- ウルトラマンオーブ 第21話（2016年、テレビ東京） - マーヤ 役
- 就活家族～きっと、うまくいく～ 第1話（2017年、テレビ朝日）- 女子大生 役
- 仮面ライダーエグゼイド 第45話（2017年、テレビ朝日） - 西馬ニコの友人 役
- 最後の晩ごはん 第2話（2017年、BSジャパン）‐弥生役

### テレビ番組
- 東京オーディション（仮）（2015年、TOKYO MX）
- わたしはワケあり成功者 ～ドン底からの逆転学～（2016年、テレビ東京）

### オリジナルビデオ
- ほんとうにあった怖い話 第二十九夜（2014年）
- JK心霊映像 〜女子高生が教えてくれた死ぬほど怖い話〜（2015年）

### 舞台
- Xion（2015年、笹塚ファクトリー）
- トナカイブルース（2015年、中野ザ・ポケット）
- 年の始めのためしとて「ムサシノキスゲ」（2016年、大塚萬劇場）
- 城下町のダンデライオン（2016年、CBGKシブゲキ!!） - 佐藤花 役
- JASMINE‐神様からのおくりもの‐（2017年、劇場HOPE）‐墨夏月 役
- あなたもきっと経験する恋の話2018（2018年、新宿シアターモリエール）‐サクラ役

### MV
- つばさFly「Ray Of Hope ショートムービー ～神谷編～」（2016年）
- MAGIC OF LiFE「アオイシグナル」（2016年）
- カメレオ「生きづLIFE!!」（2017年）
- SAME「ファンファーレ」（2017年）
- 村上佳佑「美しし人」（2017年）

### ゲーム
- ブレイジングオデッセイ（2016年）-召魂アイドル"ブレオデ”ジネット役

### 雑誌
- デートプラス2014東海版 秋号（2014年） - モデル

### Web
- LOTTE SWEET FILMS「class work」（2014年）